# Ignelater novoae
Ignelater novoae là một loài bọ cánh cứng trong họ Elateridae. Loài này được Fernandez Garcia, Ileana miêu tả khoa học năm 1998.